# Rajkovac, Mladenovac
Rajkovac (izvirno srbsko Рајковац) je naselje v Srbiji, ki upravno spada pod Občino Mladenovac; slednja pa je del Mesta Beograd.

## Demografija
V naselju živi 1301 polnoletni prebivalec, pri čemer je njihova povprečna starost 38,1 let (37,5 pri moških in 38,7 pri ženskah). Naselje ima 475 gospodinjstev, pri čemer je povprečno število članov na gospodinjstvo 3,45.
To naselje je v glavnem srbsko (glede na popis iz leta 2002).
|  |

| Demografija | Demografija     | Demografija     |
| Leto        | Št. prebivalcev | Št. prebivalcev |
| ----------- | --------------- | --------------- |
|             |                 |                 |
|             |                 |                 |
|             |                 |                 |
|             |                 |                 |
| 1948        | 686             |                 |
| 1953        | 738             |                 |
| 1961        | 669             |                 |
| 1971        | 658             |                 |
| 1981        | 817             |                 |
| 1991        | 1354            | 1307            |
| 2002        | 1723            | 1639            |
|             |                 |                 |

| Etnična sestava po popisu iz leta 2002 | Etnična sestava po popisu iz leta 2002 | Etnična sestava po popisu iz leta 2002 | Etnična sestava po popisu iz leta 2002 | Etnična sestava po popisu iz leta 2002 |
| -------------------------------------- | -------------------------------------- | -------------------------------------- | -------------------------------------- | -------------------------------------- |
| Srbi                                   | Srbi                                   |                                        | 1.587                                  | 96,82%                                 |
| Črnogorci                              | Črnogorci                              |                                        | 16                                     | 0,97%                                  |
| Makedonci                              | Makedonci                              |                                        | 3                                      | 0,18%                                  |
| Bolgari                                | Bolgari                                |                                        | 3                                      | 0,18%                                  |
| Hrvati                                 | Hrvati                                 |                                        | 2                                      | 0,12%                                  |
| Jugoslovani                            | Jugoslovani                            |                                        | 2                                      | 0,12%                                  |
| Romuni                                 | Romuni                                 |                                        | 1                                      | 0,06%                                  |
| Bošnjaki                               | Bošnjaki                               |                                        | 1                                      | 0,06%                                  |
| Neznano                                | Neznano                                |                                        | 6                                      | 0,36%                                  |